# Häxan
Häxan är en svensk stumfilm från 1922 i regi av Benjamin Christensen.

## Handling
Temat är häxväsendet under århundradena. Fakta och vidskepelse kring häxtron och den blodiga uppgörelsen när kyrkan ville utrota häxeriet fram till 1900-talet när kvinnor istället kan träffa psykiatern. Paralleller dras mellan medeltidens "häxor" och samtidens "hysterikor".

## Om filmen
Filmen premiärvisades 18 september 1922. Den räknas i efterhandsperspektiv som en av de mest originella och imponerande stumfilmer som över huvud taget finansierades med svenska medel. För foto svarade Johan Ankerstjerne. Benjamin Christensen använde sig i stor utsträckning av amatörskådespelare även för bärande rollerna i filmen och flera av dessa amatörskådespelare kom med tiden att bli ryktbara artister i dansk teater och film.

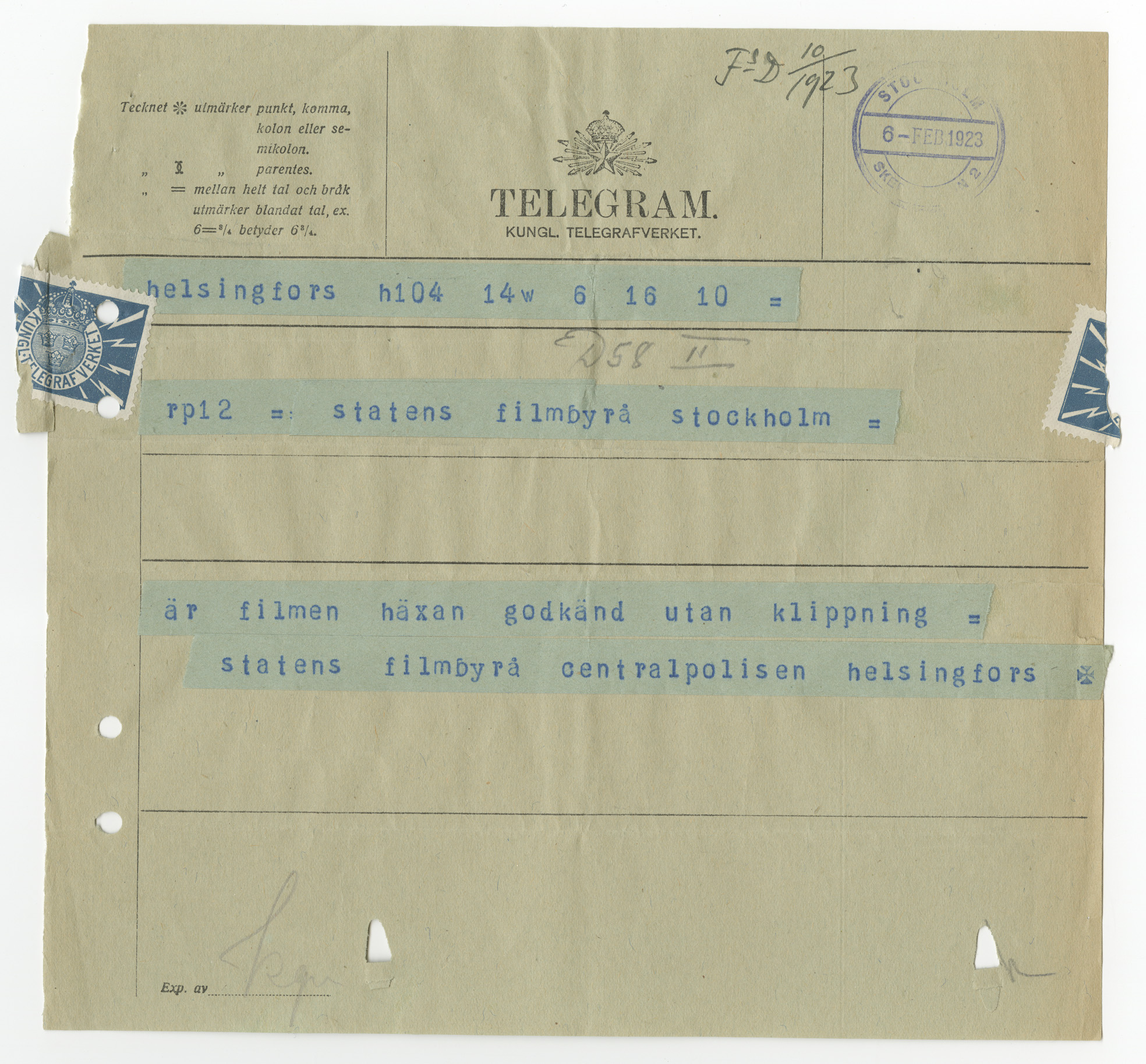
Biografbyråns finska motsvarighet telegraferar angående filmen Häxan från 1922.

För inspelningen köpte Svensk Filmindustri upp Astra-Films ateljéer i Hellerup, Danmark. Dessa ateljéer kom inte till användning för någon annan inspelning så länge de var i SF:s ägo. För regissören innebar filmen ett Hollywood-kontrakt men det blev inte några fler filmiska storverk under stumfilmsperioden för honom. Han återkom till Danmark vid tiden för andra världskriget och engagerade sig i filmer med ett socialpolitiskt tema.
År 1941 gjordes en nypremiär av filmen på Dagmar Bio i Köpenhamn. Inför den nya visningen gjordes ett förtal med ljud framfört av Benjamin Christensen. Ytterligare en film med namnet Häxan spelades in 1956. Detta var en fransk-svensk produktion regisserad av André Michel och baserad på Alexandr Kuprin novell Olesia.

## Rollista i urval
- Maren Pedersen - Häxan
- Clara Pontoppidan - Nunnan
- Elith Pio - Johannes, häxdomaren
- Oscar Stribolt - Gråbroder
- Tora Teje -  Hysterisk kvinna
- Johannes Andersen - pater Henrik, Chefsinkvisitorn
- Benjamin Christensen - Djävulen
- Poul Reumert - Juvelerare
- Astrid Holm - Anna Bokpräntarhustru
- Karen Winther - Annas yngre syster
- Ib Schønberg - Häxdomare

## Kritik
Torsten Fogelqvist i Dagens Nyheter: "Man kan icke helt underlåta att på Häxan tillämpa den klassiska definitionen på det tragiska dramats syfte - "att genom fruktan och medlidande verka till affekternas rening". Och den mynnar ut i en tacksamhetsgärd till upplysning, vetenskap och humanitet. För en gångs skull välsignar man sin egen tid och känner det efter utgången ur detta historiska inferno lättare att andas och leva. Det är icke värdelöst att hos moderna människor, som mest se nuets mörka sidor, framkalla en sådan känsla. Det vore för övrigt ett utslag av irrealistisk hjärtnupenhet att bannlysa det skräckfulla ur människans syn- och tankevärld, ett pjosk som var antiken främmande. Man måste dock göra en bestämd distinktion mellan det fruktansvärda och det rafflande. Det senare uppstår när det förra blir sitt eget självändamål. Och det är åt den sortens sensationer som film och billighetslitteratur så ofta skattat."